# Palais Sweerts-Sporck
Le Palais Sweerts-Sporck est un complexe de deux bâtiments baroques situés dans la Nouvelle Ville de Prague. Le palais est le siège de l'Institut de traductologie de la faculté des arts de l'Université Charles . Le bâtiment est protégé en tant que monument culturel de la République tchèque.

## Description

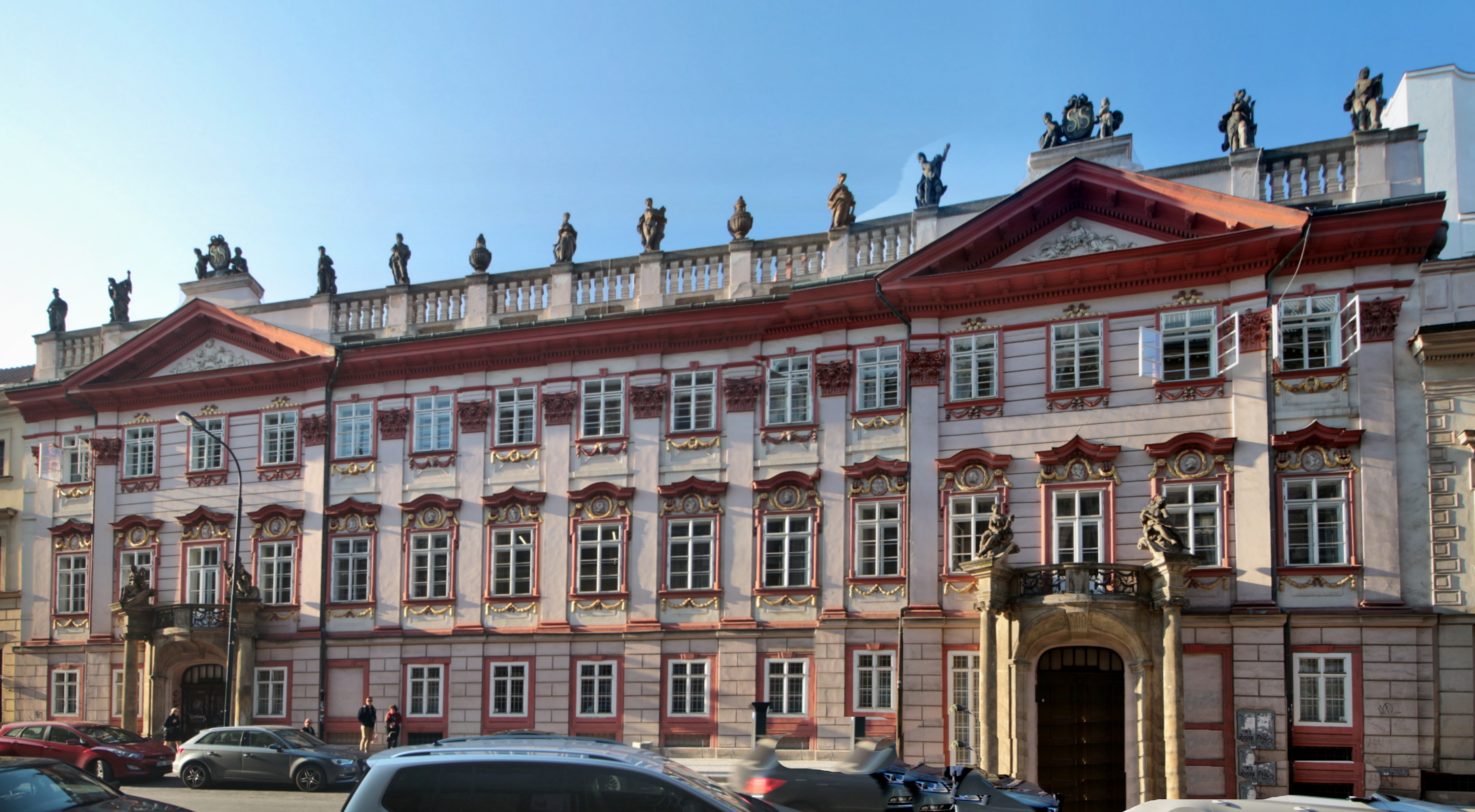
Vue d'ensemble

- Le bâtiment de gauche (Hybernská n° 3) est un palais baroque de deux étages construit en 1694 - 1699 par l'architecte Jean Baptiste Mathey. En 1783, il fut reconstruit par Antonín Haffenecker en style classique. Le bâtiment appartient à l'Université Charles de Prague et sert à la Faculté des arts[2].

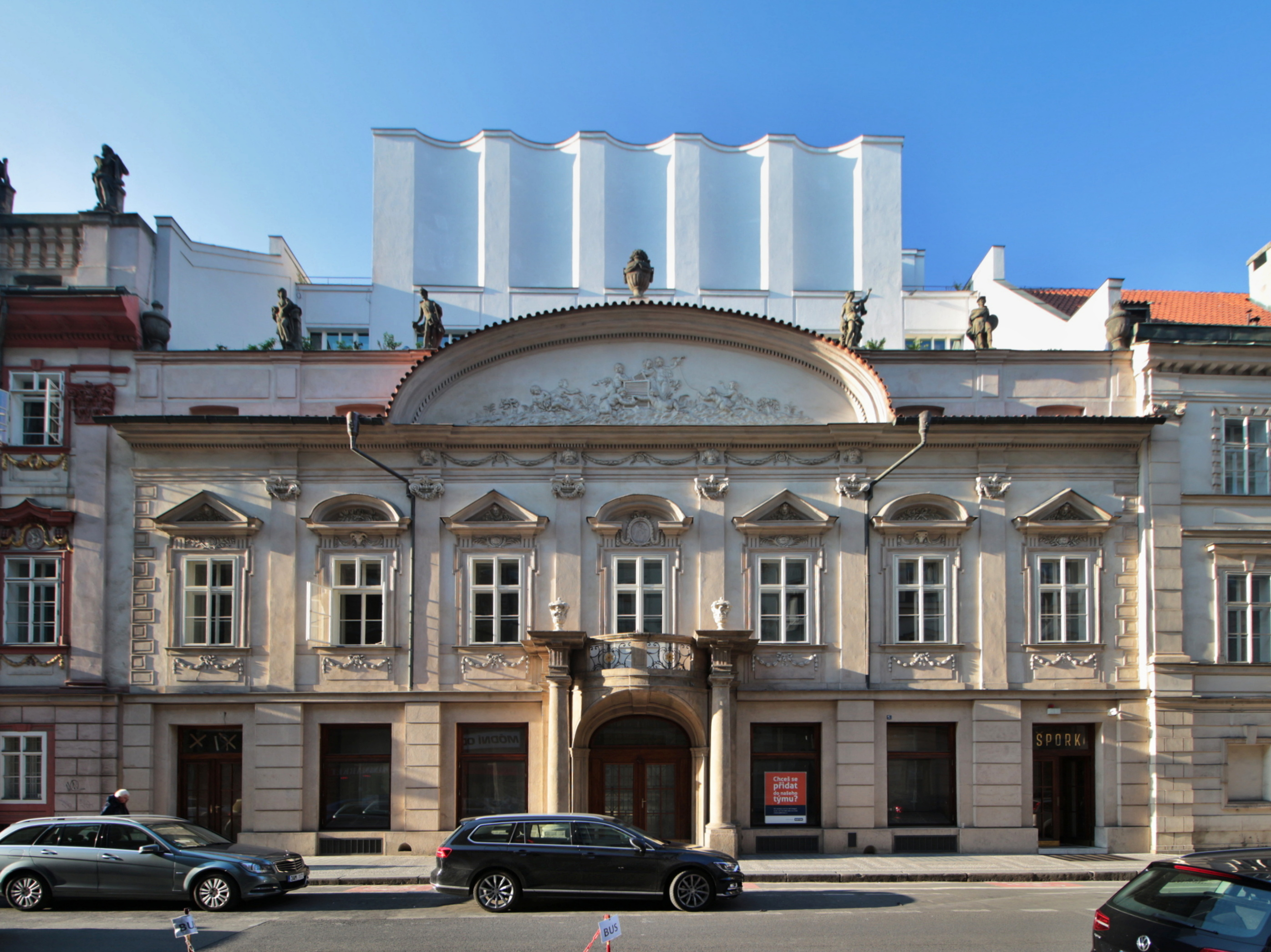
La partie droite et classique du palais

- Le bâtiment de droite (Hybernská n° 5) est un bâtiment néo-classique de deux étages ajouté en 1790 d'après un projet de l'architecte Ignác Jan Nepomuk Palliardi[3]. Le bâtiment devait être rénové en 2012 [4].

## Environs
Dans les environs du palais Sweerts-Sporck, il existe d'autres bâtiments et institutions importants : 
- Maison U Hybernů : Théâtre Hybernia
- Maison municipale
- Palais Věžníkovský - Hybernská 12, bâtiment baroque de deux étages, plus tard hôtel Kempinski et hôtel Grand Mark
- Palais de Losy et Losinthalu (Maison Folklorique)
- Gare de Prague-Masaryk
- Café Arco, café et lieu de rencontre pour les écrivains allemands
- Hotel Central, un important bâtiment Art Nouveau
- l'ancien monastère des Augustins reconstruit en Hôtel Augustine (Chaîne Rocco Forte Hotels)
- maison d'habitation du palais Belwitz

## Liens

### Littérature
- BAŤKOVÁ, Růžena et collectif d’auteurs : Monuments artistiques de Prague 2, Nové Město et Vyšehrad. Academia Praha 1998, pp. 540